# Линия 1 (метрополитен Бильбао)
Линия 1 — исторически первая линия метрополитена Бильбао. Была открыта 11 ноября 1995 года. В настоящее время она тянется от станции «Эчебарри» до станции «Пленциа». Её путь пролегает через муниципалитет Эчеварри, город Бильбао, правый берег реки Нервьон и Урибе-Коста. На линии расположены 28 станции метро.

## История
11 ноября 1995 года председатель правительства Страны Басков Хосе Антонио Арданса Гарро открыл первые 23 станции метрополитена Бильбао на пути между станциями «Каско-Виехо» и «Пленциа».
Спустя год, 24 июня 1996 года, открылась станция «Гобела» между станциями «Ареэта» и «Негури» на территории муниципалитета Гечо. 5 июля 1997 года были введены в эксплуатацию ещё 3 новые станции: «Сантуцу», «Басаррате» и «Болуэта».
В 1999 году началось возведение интермодальной станции, начинающейся у стадиона «Сан-Мамес». Ныне она соединяет пригородную железнодорожную систему Cercanías, трамвайную сеть EuskoTran, автовокзал Термибус со системой метрополитена. 5 января 2005 года была открыта станция «Эчебарри», которая сегодня служит конечной станцией.